# Impianti della Coppa del Mondo di rugby 1991
| Immagine | Impianto e città                              | Capacità | Incontri disputati |
| --- | --------------------------------------------- | -------- | --- |
| | Stadio Armandie, Agen                         | 13500    | Francia ‒ Canada 19-13 (G) |
| | Parco degli sport Saint-Léon, Bayonne         | 14000    | Canada ‒ Figi 13-3 (G) |
| | Ravenhill Stadium, Belfast                    | 12300    | Giappone ‒ Zimbabwe 52-8 (G) |
| | Stade de la Méditerranée, Béziers             | 18000    | Francia ‒ Romania 30-3 (G) |
| | Parc Municipal des Sports, Brive-la-Gaillarde | 16000    | Figi ‒ Romania 15-17 (G) |
| | National Stadium, Cardiff                     | 53000    | Galles ‒ Samoa Occidentali 13-16 (G) Galles ‒ Argentina 16-7 (G) Galles ‒ Argentina 3-38 (G) Nuova Zelanda ‒ Scozia 13-6 (F3)                        |
| | Lansdowne Road, Dublino                       | 49250    | Irlanda ‒ Zimbabwe 55-11 (G) Irlanda ‒ Giappone 32-16 (G) Irlanda ‒ Australia 18-19 (QF) Australia ‒ Nuova Zelanda 16-6 (SF)                         |
| | Stadio di Murrayfield, Edimburgo              | 67800    | Scozia ‒ Giappone 47-9 (G) Scozia ‒ Zimbabwe 51-12 (G) Scozia ‒ Irlanda 24-15 (G) Scozia ‒ Samoa Occidentali 28-6 (QF) Scozia ‒ Inghilterra 6-9 (SF) |
| | Stadio di Kingsholm, Gloucester               | 12500    | Nuova Zelanda ‒ Stati Uniti 46-6 (G) |
| | Stadio Lesdiguières, Grenoble                 | 18548    | Francia ‒ Figi 46-6 (G) |
| | Welford Road Stadium, Leicester               | 16815    | Italia ‒ Nuova Zelanda 21-31 (G) |
| | Stradey Park, Llanelli                        | 10800    | Argentina ‒ Australia 21-31 (G) |
| | Stadio di Twickenham, Londra                  | 75000    | Inghilterra ‒ Nuova Zelanda 12-18 (G) Inghilterra ‒ Italia 36-6 (G) Inghilterra ‒ Stati Uniti 37-9 (G) Inghilterra ‒ Australia 6-12 (F)              |
| | Cross Green, Otley                            | 5000     | Italia ‒ Stati Uniti 30-9 (G) |
| | Parco dei Principi, Parigi                    | 48712    | Francia ‒ Inghilterra 10-19 (QF) |
| | Pontypool Park, Pontypool                     | 14000    | Australia ‒ Samoa Occidentali 9-3 (G) |
| | Sardis Road, Pontypridd                       | 7200     | Argentina ‒ Samoa Occidentali 12-35 (G) |
| | Stadio Ernest Wallon, Tolosa                  | 19000    | Canada ‒ Romania 19-11 (G) |
| | Stadium Nord, Villeneuve-d'Ascq               | 18185    | Canada ‒ Nuova Zelanda 13-291 (QF) |
| LEGENDA - G: fase a gironi - QF: quarti di finale - SF: semifinale - F3: finale per il terzo posto - F: finale |                                               |          | |